# A diferença entre a filosofia da natureza de Demócrito e a de Epicuro
A diferença entre a filosofia da natureza de Demócrito e a de Epicuro ( em alemão:  Differenz der demokritischen und epikureischen Naturphilosophie) é uma obra concluída em 1841 pelo filósofo alemão Karl Marx, e que este apresentou como sua tese de doutorado na Universidade de Jena .  Seu orientador foi seu colega Jovem Hegeliano e amigo pessoal, Bruno Bauer. Francis Wheen, jornalista e escritor britânico, descreve-o como "um trabalho ousado e original em que Marx se propôs a mostrar que a teologia deve ceder à sabedoria superior da filosofia" (pág. 32). 
A tese contida na obra é um estudo comparativo sobre o atomismo de Demócrito e Epicuro sobre a contingência e é dedicada ao mentor e amigo, e o qual viria a ser seu futuro sogro, Ludwig von Westphalen .
Em 2018, o texto foi traduzido diretamente do original em alemão, e publicado pela editora Boitempo, como 24º volume de sua "Coleção Marx-Engels", um esforço coletivo que visa disponibilizar aos leitores brasileiros a obra completa de Karl Marx e Friedrich Engels, traduzidas de sua língua original.